# Jocelyne Triadou
Jocelyne Triadou (ur. 31 maja 1954) – francuska judoczka.
Złota medalistka mistrzostw świata w 1980 i brązowa w 1982. Zdobyła osiem medali mistrzostw Europy w latach 1975 - 1982. Mistrzyni Francji w latach 1976 - 1982.